# Ewing (Virginia)
Ewing is een plaats (census-designated place) in de Amerikaanse staat Virginia, en valt bestuurlijk gezien onder Lee County.

## Demografie
Bij de volkstelling in 2000 werd het aantal inwoners vastgesteld op 436.

## Geografie
Volgens het United States Census Bureau beslaat de plaats een oppervlakte van
10,0 km², geheel bestaande uit land. Ewing ligt op ongeveer 421 m boven zeeniveau.

## Plaatsen in de nabije omgeving
De onderstaande figuur toont nabijgelegen plaatsen in een straal van 24 km rond Ewing.